# G-Note Records
G-Note Records — американський лейбл, заснований наприкінці 2010, дочірня компанія G-Unit Records 50 Cent.

## Історія
Після успіху колишнього дочірнього лейблу G-Unit South (теперішня назва: Cashville Records) 50 Cent вирішив створити ще одну підконтрольну компанію. На відміну від інших своїх лейблів G-Note є домівкою виключно для поп та R&B-артистів. Перші підписанти: Governor, Hot Rod.

Перший офіційний реліз — дебютний сингл Hot Rod «Dance with Me». За чутками, 50 Cent мав намір підписати ще кількох виконавців наступного року, зокрема R&B-співаків Джована Дейса, який взяв участь у записі оригінальної версії окремку «Baby by Me», й Jeremih, співачку із Зімбабве Ґаму Нгенґу. Другим синглом, виданим на лейблі, стала пісня Governor «Here We Go Again» з участю 50 Cent. В інтерв'ю G-Unit Radio Фіфті пояснив причину створення компанії: 
| Ліві лапки | Гурт G-Unit вирізнявся агресивним стилем, так само від усіх інших люди очікують цей стиль. Він також є платформою, де артисти можуть працювати в різних стилях музики. | Праві лапки |

Наприкінці квітня 2011 з'явилась інформація про переговори з DJ Pauly D про контракт на 3 альбоми. Це пізніше підтвердив DJ Whoo Kid в інтерв'ю Shade 45. На початку грудня 2011 DJ Pauly D офіційно уклав угоду з G-Note Records. Співачка Lea покинула лейбл у 2013.

## Ростер

### Теперішні артисти
| Виконавець | Рік приєднання | Альбоми | Опис |
| ---------- | -------------- | ------- | --- |
| Hot Rod    | 2010           | —       | Репер і співак з Фінікса, штат Аризона, який був підписантом G-Unit Records з 2006. Після невдалої спроби випустити на лейблі проект Fastlane і полишення Interscope Records приблизно у 2007 Hot Rod змінив свій стиль у напрямку поп-музики. Через це 50 Cent вирішив, що буде гарною ідеєю зробити його першим офіційним артистом G-Note. Наразі працює над дебютним студійним альбомом My Life. |
| Governor   | 2010           | —       | Колишній підписант Grand Hustle. Наразі працює над дебютним студійним альбомом A Touch of Magic. |

### Діджеї та продюсери
| Виконавець | Рік приєднання | Альбоми | Опис |
| ---------- | -------------- | ------- | --- |
| DJ Pauly D | 2011           | —       | Учасник реаліті-шоу на телеканалі MTV «Спека в Джерсі». У серпні 2011 анонсував укладення контракту на 3 альбоми. 1 грудня 2011 це підтвердив 50 Cent. |